# کازویاسو مینوبه
کازویاسو مینوبه (انگلیسی: Kazuyasu Minobe؛ زادهٔ ۱۵ ژوئیهٔ ۱۹۸۷) شمشیرباز اهل ژاپن است.